# 立崎芙由子
立崎 芙由子（たちざき ふゆこ（旧姓鈴木）、1989年1月13日 - ） は、日本の女性バイアスロン選手。陸上自衛隊冬季戦技教育隊所属。秋田県立米内沢高等学校卒業。2010年バンクーバーオリンピック、2014年ソチオリンピック、2018何平昌オリンピックおよび2022年北京オリンピック女子バイアスロン日本代表。自衛隊での階級は二等陸尉。夫もバイアスロン選手の立崎幹人。

## プロフィール
秋田県北秋田市出身。小学4年生の時にクロスカントリースキーを始め、中学3年生次の2004年に第41回全国中学校スキー大会女子3kmフリーで3位となる。米内沢高校進学後もインターハイに3年連続で出場した。
2007年3月に高校を卒業した後は自衛隊へ進み、同年10月からバイアスロンを始めた。2008年3月、宮様スキー大会国際競技会で早くも優勝。日本選手権でも2008年、2009年大会女子個人で連覇。バイアスロン世界選手権にも2009年に初出場。
2009-2010シーズン、オスターサンド（ スウェーデン）で行われたバイアスロン・ワールドカップ開幕戦の個人15kmで19位に入るなど成績が向上し、出場枠が一つしかなかった2010年バンクーバーオリンピック（ カナダ）日本代表に選出される。オリンピックでは女子7.5kmスプリント、女子10kmパシュート、女子個人15kmの3種目に出場し、最高成績はスプリントの44位だった。オリンピックから帰国後の3月3日、第46回バイアスロン日本選手権大会の女子7.5kmにおいて優勝を飾った。
2010-2011シーズン、アジア冬季競技大会（ カザフスタン）では2種目でメダルを獲得。2011-2012シーズン、ルーポルディング（ ドイツ）で開催された世界選手権の個人15kmで、オリンピック・ワールドカップを含めた世界大会での自己最高順位の18位となる。上位30名しか進出できないマススタートでも21位。この活躍などにより2014年ソチオリンピック（ ロシア）の日本女子の出場枠が4つに拡がり、リレー種目にも出場できることとなった。
2013-2014シーズン、1月10日のワールドカップ・ルーポルディング大会で自己最高の13位となる。2月、ソチオリンピックに出場し、9日に行われた最初の種目・7.5キロスプリントで日本人4選手中最高の39位。続いてスプリント60位以内の選手に出場権が与えられる11日の10キロパシュートに日本人選手でただ一人出場し、39番スタートから順位をあげて32位となった。14日の15km個人では3回の射撃ミスが響いて52位。
2016年1月10日、W杯ルーポルディングでの12.5㎞マススタートで10位。
2018年1月にイタリアで開催のヨーロッパ選手権でスプリントで3位入賞。アジア以外の国際大会での日本勢の表彰台獲得は史上初である。
2022年北京オリンピックでは、混合4x6kmリレーで18位、女子個人15kmで27位、女子7.5kmスプリントで39位、女子10kmパシュートで42位、女子4x6kmリレーで17位だった。

## 人物
- クロスカントリー選手だった高校時代はクラシカル走法が苦手だった。バイアスロンを始めたのは、冬戦教から「バイアスロンならフリー走法しかないよ」と勧誘を受けたのがきっかけだった[3][7]。
- 彼女の祖父はマタギであった。自衛隊入隊後に競技を始めたため射撃の経歴は短いが、わずか4ヵ月後に日本代表選手も出場していた宮様スキー大会で優勝した。このことについて本人は、「伝統的なマタギだった祖父の血ではないか」[15]、「言葉にできない感覚がある」[16]とインタビューに答えている。

## 主な成績
- IN：個人、SP：スプリント、PU：パシュート、MS：マススタート、RL：リレー、MR：混合リレー

### 冬季オリンピック
| Event             | IN   | SP   | PU   | MS | RL   | MR |
| ----------------- | ---- | ---- | ---- | -- | ---- | -- |
| 2010 バンクーバー | 53位 | 44位 | 54位 | -  | -    | -  |
| 2014 ソチ         | 52位 | 39位 | 32位 | -  | 13位 | -  |

### 世界選手権
| Event                       | IN   | SP   | PU   | MS   | RL   | MR |
| --------------------------- | ---- | ---- | ---- | ---- | ---- | -- |
| 2009 平昌                   | 87位 | 95位 | -    | -    | 16位 | -  |
| 2011 ハンティ・マンシースク | 78位 | 41位 | -    | -    | -    | -  |
| 2012 ルーポルディング       | 18位 | 24位 | 35位 | 21位 | -    | -  |
| 2013 ノヴェー・ムニェスト   | 71位 | 41位 | 58位 | -    | -    | -  |

### ワールドカップ
- 最高順位 - 13位（2014年1月10日、ドイツ・ルーポルディング）

### 冬季アジア大会
| Event                     | IN  | SP  | RL  |
| ------------------------- | --- | --- | --- |
| 2011 アスタナ・アルマトイ | 2位 | 4位 | 3位 |

### アジア選手権
2013年アジア選手権
- 7.5kmスプリント：準優勝（21分48秒3） (PDF) 
- 10kmパシュート：優勝（28分01秒1） (PDF) 
- 12.5kmマススタート：優勝（37分59秒0） (PDF) 